# Duodéno-pancréatectomie céphalique
Pour les articles homonymes, voir DPC.

Schéma de l'opération

La duodéno-pancréatectomie céphalique (DPC), ou duodénopancréatectomie céphalique, ou DPC, ou opération de Whipple, est réalisée dans le traitement chirurgical curatif d'une tumeur du bloc duodéno-pancréatique, comme une tumeur neuroendocrinienne.

## Histoire
La DPC est une des opérations les plus difficiles en chirurgie viscérale avec une morbidité et une mortalité périopératoire respectivement autour de 40 % et 3 % dans les centres experts. La première duodeno-pancréatectomie partielle fut rapportée en 1898 par Codivilla, sans réparation du canal de Wirsung (canal pancréatique principal) ou drainage de celui-ci. En 1914, Hirschel a présenté le cas d'une résection en un temps d'une partie du duodenum, de la tête du pancréas, de la papille et du cholédoque (partie basse de la voie biliaire principale) avec rétablissement de la continuité et réimplantation du canal de Wirsung par une suture directe sur le duodenum et la voie biliaire était réimplantée via un tube en caoutchouc.
Mais c'est Allen Whipple et al., en 1935, qui rapporte 3 cas de résection complète du duodenum et d'une large partie de la tête du pancréas, en 2 temps, pour un ampullome vatérien au Columbia Presbyterian Hospital de New York. Le premier patient mourut 30h après l'intervention, d'une fistule anastomotique, mais les 2 suivants ont vécu 9 et 24 mois.
En 1940, Whipple présente une technique de résection complète du duodenum et de la tête du pancréas en 1 temps, qui restera comme la technique de référence de la DPC.

## Indications
- Cancer de la tête du pancréas
- Ampullome vatérien
- Cholangiocarcinome du bas cholédoque
- Adénocarcinome du duodénum

## Technique
L'opération consiste à réséquer la tête du pancréas en bloc avec le cadre duodénal. Il est donc nécessaire de réaliser une section de l'antre gastrique et de l'intestin grêle, au-delà de l'angle de Treitz, ainsi qu'une section du col du pancréas et du cholédoque. Ensuite la reconstruction se fait par 3 anastomoses (suture entre 2 organes) :
- anastomose du pancréas avec le tube digestif (pancréatico-gastrique oupancréatico-jéjunale)

- anastomose bilio-digestive (anastomose cholédoco-jejunale)

- anastomose gastro-jejunale.